# Riacho Fundo II
Riacho Fundo II est une région administrative du District fédéral au Brésil.